# تاي لوسون
تاي لوسون (بالإنجليزية: Ty Lawson)‏ مواليد 3 نوفمبر 1987، هو لاعب كرة سلة أمريكي يلعب مع فريق دنفر ناغتس في الرابطة الوطنية لكرة السلة ويحمل الرقم 3. يبلغ طوله 5 قدم 11 بوصة (1.8 م).

## فرق لعب لها
- دنفر ناغتس

## روابط خارجية
- تاي لوسون على موقع الدوري الأوروبي لكرة السلة (الإنجليزية)
- تاي لوسون على موقع إن بي أي (الإنجليزية)
- تاي لوسون على موقع سبورتس رفرنس (الإنجليزية)
- تاي لوسون على موقع كرة السلة الأوروبية.كوم (الإنجليزية)
- تاي لوسون على موقع إي إس بي إن.كوم (الإنجليزية)
- تاي لوسون على موقع كلية كرة السلة في سبورتس رفرنس.كوم (الإنجليزية)
- تاي لوسون على موقع ريلجم (الإنجليزية)
- تاي لوسون على موقع بروبوليرز (الإنجليزية)
- تاي لوسون على موقع سبورتس رفرنس (الإنجليزية)